# Calafindești, Suceava
Calafindești este satul de reședință al comunei cu același nume din județul Suceava, Bucovina, România.

## Istoric
Prima atestare documentară a satului Calafindești datează din 15 iunie 1431, acesta fiind pe atunci sat răzeșesc. În secolul al XVII-lea, moșia satului Calafindești era proprietatea familiei boierului Ciogolea Pătrașco. Ulterior, aceasta ajunge proprietate a familiilor boierești Palade, Sturza și Neculce. În secolul al XIX-lea o mare parte a terenurilor agricole ajung în posesia armenilor Kapri (Michael, Albina și Emanuel Kapri). 
Prima mențiune scrisă cu privire la existența unei biserici în Calafindești este documentul lui Ștefan cel Mare din 15 martie 1490 prin care Domnul Moldovei întărea Episcopiei Rădăuți nu mai puțin de 50 biserici cu popă cu toate dările, biserici care au fost date acestei episcopii încă de bunicul său, Alexandru cel Bun (1400-1432), printre care și „a 29-a biserică, la Calafendești, cu popă”.
Recensământul lui Rumeanțev (1772-1773) și apoi recensământul guvernatorului militar Spleny (1775) au înregistrat prezența a trei preoți în satul Calafindești din Ocolul Vicovilor. Dintr-un document de danie din 22 iunie 1778 aflăm că unul dintre cei trei preoți, Vasile, și jupâneasa lui, Sanda, au dăruit Mănăstirii Moldovița fânațurile Miculile și Solotrucu din Vama, zestrea Sandei, fata lui Ion Hasnăș din Câmpulung Moldovenesc. 